# Мустафин, Георгий Аркадьевич
Георгий Аркадьевич Мустафин (24 сентября 1938, близ Харбина, Китайская Республика — 25 июля 2015, Ташкент, Узбекистан) — советский и узбекистанский театральный актёр и режиссёр-постановщик, Заслуженный артист Узбекской ССР (1979).

## Биография
Родился в интеллигентной семье, его родители были вынуждены работать на угольных копях. В 1953 г. семье было разрешено вернуться в Советский Союз.
После окончания средней школы он попадает в Канский драматический театр Красноярского края, сформированный из числа репрессированных актеров, на сцене которого он выступал в течение пяти лет. Затем окончил ташкентский театрально-художественный институт им. Островского. С 1968 г. — в ташкентском русском ТЮЗе (Молодежный театр Узбекистана).
В качестве режиссёра поставил более семидесяти спектаклей. Среди них: «Вперед смотрящий», «Остановите Малахова», «РВС», «Погоня», «Барабанщица», «Калиф-Аист», «Снежная королева», «Аленький цветочек», «Кот в сапогах», «Три поросенка», «Терем-шок», «Приключения Фунтика», «Золушка», «Дюймовочка» и много, много других. Спектакль «Ночная повесть» удостоен Диплома и I премии Фестиваля Польской драматургии. Другому спектаклю — «Четыре близнеца» была дана высокая оценка на Фестивале болгарской драматургии.
Многие годы он посвятил работе с неблагополучными подростками. В исправительно-трудовой колонии г. Зангиата он поставил спектакли: «Голый король», «Ревизор», «Честь имею».
Являлся членом Правления Детского фонда Республики Узбекистан, руководителем Проекта пост-интернатной адаптации выпускников детских домов.

## Награды и звания
- Медаль Пушкина (24 декабря 2010 года, Россия) — за большой вклад в сохранение и популяризацию русской культуры за рубежом[1].
- Заслуженный артист Узбекской ССР (1979).
- Отличник просвещения Узбекской ССР (1988).
- Почётная грамота Правительственной комиссии по делам соотечественников за рубежом (2009)[2].